# 우파록
우파록(독일어: Rechtsrock)은 1980년대 초에 독일에서 발생한 음악 장르이다. 다양한 장르가 극우 또는 네오나치 사상을 전파하는데 사용되었는데, 대부분이 록밴드의 형태를 띠고 있어서 우파록(Rechtsrock)이라는 상위개념으로 일컫는다. 영미권에서는 RAC(Rock Against Communism)로 불리기도 한다. 싱어송라이터 프랑크 렌닉케(Frank Rennicke) 와 하드코어 또는 NSBM 등의 다른 형태의 극우적 형태도 있다.

## 특징
우파록은 일련의 장르를 포괄하며 극우, 네오나치즘, 인종차별주의적인 사상을 다양한 방식을 통해서 전파하고 있고, 이 과정에서 청소년들에게 위와 같은 사상을 주입하는 역할을 한다. 가사가 핵심적인 역할을 하는데, 매우 단순하고 직선적인 각운을 갖고 있으며 내용은 주로 국가기관, 좌파, 외국인을 다루며 이들에 대해 '저항'할 것을 호소하는 동시에 독일과 나치독일을 찬양한다. 이외에도 사랑, 친구 관계, 축구에 대해 쓰기도 한다. 음악적인 면에서는 프로적인 면모는 상당히 부족하다. 하지만 아마추어들만이 우파록을 연주하는 것만은 아니다. 오늘날에는 많은 밴드가 앨범 작업을 상당히 전문적으로 하고 있으며 8, 90년대의 앨범들과는 비교하기 어려운 수준에 이르기도 했다. 청자들이 밴드가 네오나치 밴드인지를 노래에서 확인할 수 없는 경우가 종종 있는데, 그래서 몇몇 우파록 밴드들은 비정치적인 활동을 통해서 자신들이 우파록 밴드임을 속이는 예도 있다. 이러한 밴드들은 역설적으로 나치즘을 부인하는 척하지만 가사에서 네오나치즘을 공공연히 표방하는 것을 확인할 수 있다. 밴드 슈툼베어(Stumwehr)는 일반적으로 발매하는 앨범의 가사에서는 국가주의적인 내용을 노래하지만, 나치즘적인 내용을 찾아볼 수 없는 반면에
프로젝트 밴드 슈트룸 아흐첸 (Sturm 18)의 앨범에서는 눈에 띄게 네오나치적인 가사를 확인할 수 있다. 또한, 밴드의 로고, CD커버 디자인, 뮤직비디오 및 인터뷰에서 발언을 통해서 우파록임을 확인할 수 있다. 음반판매는 우파록 신의 레이블, 이메일, 팬매거진, 우파록 잡지를 통해서 이루어진다. 또한 콘서트나 파티 현장에서 직접 구매할 수 있다.

## 역사
우파록은 1980년 초부터 존재해온 하나의 현상이며, 창시자는 영국의 스크류드라이버(Skrewdriver)이다. 80년대 이전에도 극우주의적인 음악은 존재했었으나, 행진곡 스타일이었으며 올드나치들 또는 소수 청소년들의 관심을 끌었었다. 1980년대부터 펑크록 스타일로 네오나치즘을 전파하는 밴드들이 등장하기 시작했다.
스킨헤드 신이 훌리건들 사이에서 퍼지기 시작하면서 영국의 오이! 무브먼트와 영국의 스크류드라이버가 독일의 펑크 신으로 유입되었다. 독일의 최초의 스킨헤드 밴드인 헤르배르츠(Herbärds), 디 알리이어텐(Die Alliierten)은 좌파적 또는 비정치적 성향을 따고 있었으나 크라프트 두르히 프로이데 (Kraft durch Froide)는 확연하게 네오나치적인 성향을 보였다.
우파록 신의 첫 번째 공식적인 앨범은 (70년대 말에 발매되었으나 성적이 저조했던 라그나뢰크(Ragnarök) 데뷔앨범은 제외하면), 뵈제 옹켈츠(Böhse Onkelz)의 데뷔앨범 Der nette Mann으로 간주하고 있다. 이 앨범은 1986년에 금지조치를 받고, 추후 131조(폭력묘사)에 따라 전면 압수처분을 받는다. 판매금지 조치의 이유는 나치즘적 사상 선동, 폭력호소, 포르노그래피적 내용 때문이었다. BPjS(Bundesprüfstelle für Jugendgefährdende Schriften - 연방 청소년 유해 매체물 심의 위원회)가 잘못 주장했다시피, 이 앨범에는 ‘Detschland‘와 같은 다수의 애국적 성향의 곡들, 축구 응원가(Frankreich 84') 등이 수록되어 있으나, 나치즘적인 내용은 포함하고 있지 않다.
Der nette Mann은 원래 펑크록 음반을 발매하였으나, 후에 우파록 전문 1호 레이블이 된 록-오-라마에서 발매되었다. 또한, 록-오-라마는 스크류드라이버, 슈퇴어크라프트(Störkraft) 엔트슈투페(Endstufe)와 같은 밴드들의 초기앨범을 발매하기도 했다. 이외에도 메탈 엔터프라이즈(Metal Emterprises)라는 레이블도 우파록밴드들의 앨범을 발매했다. 당시 우파록 신은 비정치적인 성향이 강했고 싸움 또는 도발 위주였다. 또한 스킨헤드 신은 80년대 세월이 흐르면서 훌리건 신에서 떨어져 나오게 된다. 자세히 말하자면 스킨헤드 신은 두 개의 정치적인 세력으로 분열되고 비정치적인 신 또한 생겨났다. 독일의 재통일 후 90년대 초반에서는 독일 우파록밴드는 인종파별주의적 소요를 일으키는 등 급진화되었다. 우파록 초기의 밴드들이 인종차별적인 태도를 보였다면 90년대의 밴드들은 홀로코스트부정, 공공연한 나치즘에 대한 신봉 및 찬양적인 태도를 보였다.
당시 가장 유명했던 밴드는 란처(Landser) 였는데, 밴드멤버들은 범죄단체 결성, 국민에 대한 선동, 극우주의 프로파간다 살포로 장역, 또는 벌금형을 선고받았다. 다수의 우파록 앨범들이 앨범 발매 후 빠른 기간 내에 금지조치 또는 몰수조치를 받았기 때문에 몇몇 밴드들은 (유색인종에 대한) 살인호소 등의 처벌 여지가 있는 발언들을 포기하게 된다. 따라서 극우주의 신념에 대해서 공식석상에서 언급하는 횟수를 줄이는 대신 네오나치 신의 암호(루나문자 등)을 통해서 네오나치즘을 표현하고 있다.
1990년대 중반 토어스텐 렘머가 경영하는 퍼니 사운즈 레이블이 우파록의 최대 판매경로로 부상한다. 토어스텐은 자서전에서 슈퇴어크라프트(Störkraft)앨범이 약 7만 장가량 판매되었다고 언급했다. 우파록 신에서도 토어스텐에 대한 입장들이 각각 다른데, 이는 그가 전형적인 스킨헤드 출신이 아니라, 일반적인 기업가로 레이블을 경영했기 때문이다. 그가 극우록 신에서 은퇴한 이후에는 하나의 대형레이블을 통해서 앨범을 판매하는 것이 아니라 다양한 판매전략을 추구하는 경향으로 옮겨졌다. 현재는 일련의 소규모 레이블을 통해서(예: 슈프레게슈바더(Spreegeschwader)) 또는 밴드들이 직접 판매한다.

## 오늘날의 우파록
오늘날의 우파록은 청소년들을 극우주의 및 네오나치즘에 끌어들이는데 전력을 다하고 있다. 2004년에는“Projekt Schulhof-CD“라는 앨범을 발매하여 수 천장에 달하는 카피를 전국의 학교 또는 청소년들이 자주 모이는 곳에 무료로 배포하였으나 전국적인 몰수처분을 받았다. NPD(Die Nationaldemokratische Partei Deutschlands –국가민주당) 은 이 아이디어를 다양한 선거전에 사용하기도 했다. 크리스타인 도른부쉬(Christian Dornbusch)와 얀 라베(Jan Raabe)는 독일의 재통일이 있었던 1990년과 2006년 사이에 약 400개의 밴드가 1천2백 장 이상의 앨범을 발매하였고, 2006년에만 114개의 신보를 발매했다고 추측하고 있다. 또한, 최근에는 평균 35개의 외국밴드의 신보가 독일 레이블을 통해서 발매되고 있다고 한다. 1990년대에는 록-오-라마 레이블만 극우음악을 취급했던 반명 2006년에는 약 50개에 달하는 레이블들이 자국 및 외국밴드 유치경쟁을 벌이고 있다고 한다. 평균적으로 3천 장을 발매하고 유명세가 높은 밴드는 훨씬 더 많다고 한다. 2006년에는 전국적으로 약 230개에 달하는 극우주의 콘서트가 있었다. 다수 레이블과 배송업체들을 사들인 V7-Versand가 현재 가장 유명한 온라인유통사이다.

## 국제성
우파록은 독일에만 존재하는 것이 아니다. 영국의 네오나치 밴드 스크류드라이버(Skrewdriver)의 보컬 이언 스튜어트(Ian Stuart)는 네오나치 네트워크 Blood and Honour의 창시자였다. 독일에도 이러한 네트워크가 존재했었으나 2000년에 금지조치를 받았음에도 여전히 활발하게 활동 중이다. 밴드마다 국가주의 적인 성격이 극단적으로 차이가 남에도 유럽의 네오나치 밴드들의 교류는 매우 활발하다. 자국에서 공연할 수 없는 독일의 우파록, NSBM밴드들은 대부분 인접국가에서 공연을 가진다. 또한, 다양한 스플릿 앨범, 컴필레이션 앨범 발매를 통해서 우파록 신은 유대를 형성하고 있다.